# Free Internet Exchange
Free Internet Exchange, ou FreeIX était un point d'échange Internet créé par le FAI français Free. Il connectait plusieurs larges centres de colocation autour de Paris, mais ne fournissait pas de service de colocation lui-même. Il a été fermé en 2011.
Il était possible de se connecter au FreeIX via les points d'accès (POPs) suivants :
- Telehouse Paris 1
- Telehouse Paris 2
- Interxion Paris 2
- Ldcom Netcenter Courbevoie
- Redbus Courbevoie
- Telecity Paris.

Le FreeIX semblait depuis plusieurs années en phase de repli, plus aucune connexion n'étant apparemment acceptée depuis 2006. Il a été définitivement fermé en 2011,.
Parallèlement, la société Free SAS, FAI à l'initiative de ce point d'échange, a notablement durci ses critères de peering à la suite de divers abus d'hébergeurs « opportunistes »  occasionnant du trafic asymétrique.